# Решетняк, Василий Сергеевич
Василий Сергеевич Решетняк (4 марта 1926 — 3 ноября 1984) — комбайнёр колхоза «Путь к коммунизму» Марксовского района Саратовской области. Герой Социалистического Труда (07.12.1973).

## Биография
Родился 4 марта 1926 года в селе Голодаево Ворошиловградской области в семье крестьянина. В 7 лет умерла мать. В школе обучался, но обучение не завершил, пошёл трудиться пастухом.
С началом Великой Отечественной войны семья была эвакуирована в Баскатовку Марксовского района Саратовской области. Отец и старший брат были призваны на фронт. Василий окончил курсы трактористов и работал в колхозе на тракторе.
В победном 1945 году его призвали в Красную армию. Службу проходил на Дальнем Востоке. Был радистом в артиллерии, воевал с японцами. Вернулся домой в 1946 году. Устроился работать в колхоз.
После войны получил специальность шофера, работал в колхозе «Путь к социализму». В 1962 году получил удостоверение тракториста-машиниста первого класса. Вступил в КПСС. Работал механизатором.  
Указом от 7 декабря 1973 года за получение высоких показателей по сбору урожая зерновых был удостоен звания Герой Социалистического Труда с вручением ордена Ленина и золотой медали «Серп и Молот».
До последних дней своей жизни работал в родном колхозе. Входил в состав правления колхоза, многократно избирался в Марксовский горком КПСС.
Умер 3 ноября 1984 года.

## Семья
Супруга Надежда Фёдоровна. Вместе с ней вырастили дочь и четверых сыновей.

## Награды
Имеет следующие награды за трудовые успехи:
- Герой Социалистического Труда (07.12.1973);
- Орден Ленина (07.12.1973);
- Орден Трудового Красного Знамени (1971);
- Медаль «В ознаменование 100-летия со дня рождения Владимира Ильича Ленина» (1970).

## Память
В Баскатовке именем В.С.Решетняка названа улица, на которой когда-то жил Герой.
В городе Марске установлен бюст. 